# همچنان قدم‌زنان
همچنان قدم‌زنان (انگلیسی: Still Walking) یک فیلم در ژانر درام به کارگردانی هیروکازو کورئیدا است که در سال ۲۰۰۸ منتشر شد.

## بازیگران
- هیروشی آبه
- یوئی ناتسوکاوا
- یو
- کازویا تاکاهاشی
- یوشیو هارادا
- کیرین کیکی
- سوسومو تراجیما
- هاروکو کاتو